# Marta Cavalli
Marta Cavalli (Cremona, 18 marzo 1998) è una ciclista su strada e pistard italiana, affiliata al Gruppo Sportivo Fiamme Oro, che corre per il Team Picnic PostNL. Nel 2018 si è laureata campionessa italiana su strada nella categoria Élite, mentre nel 2022, dopo aver vinto Amstel Gold Race e Freccia Vallone, si è classificata seconda al Giro d'Italia.

## Palmarès

### Strada
- 2018 (Valcar PBM, una vittoria)

Campionati italiani, Prova in linea
- 2019 (Valcar Cylance, una vittoria)

1ª tappa Giro delle Marche (San Severino Marche > San Severino Marche)
- 2022 (FDJ Nouvelle-Aquitaine Futuroscope, tre vittorie)

Amstel Gold Race
Freccia Vallone
Mont Ventoux Dénivelé Challenges
- 2023 (FDJ-Suez, una vittoria)

2ª tappa Tour Féminin International de Pyrénées (Pierrefitte-Nestalas > Hautacam)
Classifica generale Tour Féminin International de Pyrénées
5ª tappa Tour Cycliste Féminin International de l'Ardèche (Marvejols > Mont Lozère)
Classifica generale Tour Cycliste Féminin International de l'Ardèche

#### Altri successi
- 2021 (FDJ Nouvelle-Aquitaine Futuroscope)

Campionati europei, Staffetta mista (con la Nazionale italiana)
- 2023 (FDJ-Suez)

Classifica scalatrici Tour Cycliste Féminin International de l'Ardèche

### Pista
- 2017

Campionati europei Jr & U23, Inseguimento a squadre Under-23 (con Martina Alzini, Elisa Balsamo e Francesca Pattaro)
- 2018

Sei giorni delle Rose, Inseguimento individuale
Campionati europei Jr & U23, Inseguimento a squadre Under-23 (con Martina Alzini, Elisa Balsamo, Letizia Paternoster e Vittoria Guazzini)
Campionati europei Jr & U23, Inseguimento individuale
- 2019

6ª prova Coppa del mondo 2018-2019, Inseguimento a squadre (Hong Kong, con Martina Alzini, Elisa Balsamo e Letizia Paternoster)
Giochi europei, Inseguimento a squadre (con Martina Alzini, Elisa Balsamo e Letizia Paternoster)
Campionati europei Jr & U23, Inseguimento a squadre Under-23 (con Elisa Balsamo, Vittoria Guazzini e Letizia Paternoster)
Campionati europei, Derny (pilota Cordiano Dagnoni)
- 2020

Campionati europei Jr & U23, Inseguimento a squadre Under-23 (con Chiara Consonni, Martina Fidanza e Vittoria Guazzini)

## Piazzamenti

### Grandi Giri
- Giro d'Italia

2017: non partita (8ª tappa)
2020: 14ª
2021: 6ª
2022: 2ª
2023: 14ª
- Tour de France

2022:  ritirata
2023: 19ª
- Vuelta a España

2023: 13ª
2024: non partita (3ª tappa)

### Classiche
- Giro delle Fiandre

2018:  ritirata
2019: 11ª
2020: 10ª
2021: 6ª
2022: 27ª
- Liegi-Bastogne-Liegi

2019: 27ª
2020: 18ª
2021: 14ª
2022: 6ª
2023: 23ª
2024: 71ª
- Parigi-Roubaix

2021: 9ª
2022: 5ª

### Competizioni mondiali

#### Strada
- Campionati del mondo su strada

Innsbruck 2018 - Cronosquadre: 8ª
Imola 2020 - In linea Elite: 33ª
Fiandre 2021 - Staffetta mista: 3ª
Fiandre 2021 - In linea Elite: 20ª
- World Tour

2018: 120ª
2019: 26ª
2020: 22ª
2021: 18ª
2022: 7ª
- Giochi olimpici

Tokyo 2020 - In linea: 8ª

#### Pista
- Campionati del mondo su pista

Berlino 2020 - Inseguimento individuale: 19ª

### Competizioni europee
- Campionati europei su strada

Tartu 2015 - In linea Under-23: 40ª
Herning 2017 - In linea Under-23: 63ª
Brno 2018 - In linea Under-23: 21ª
Glasgow 2018 - In linea Elite: 26ª
Glasgow 2018 - Cronometro Elite: 20ª
Alkmaar 2019 - In linea Elite: 25ª
Plouay 2020 - In linea Elite: 18ª
Trento 2021 - Staffetta mista: vincitrice
Trento 2021 - In linea Elite: 6ª
- Campionati europei su pista

Atene 2015 - Inseg. a squadre Jun.: vincitrice
Sangalhos 2017 - Inseg. a sq. Under-23: vincitrice
Glasgow 2018 - Inseg. a squadre: 2ª
Aigle 2018 - Inseg. a squadre Under-23: vincitrice
Aigle 2018 - Corsa a punti Under-23: 4ª
Aigle 2018 - Inseg. individuale Under-23: vincitrice
Gand 2019 - Inseg. a squadre Under-23: vincitrice
Gand 2019 - Inseg. individuale Under-23: 4ª
Pordenone 2019 - Derny: vincitrice
Fiorenzuola 2020 - Inseg. a sq. Under-23: vincitrice
- Giochi europei

Minsk 2019 - In linea: 17ª
Minsk 2019 - Inseguimento a squadre: vincitrice
Minsk 2019 - Inseguimento individuale: 2ª